# أبو الكلام آزاد
محيي الدين أحمد بن خير الدين المشهور بلقب أبو الكلام آزاد، (1888م / 1306 هـ - 22 فبراير 1958م / 3 شعبان 1377 هـ). وقد أخذ كنية أبو الكلام لكونه خطيباً بارعاً، أما كلمة آزاد فتعني في اللغة الأردية «الحـُر». ينحدر أبو الكلام من أسرة أفغانية هاجرت إلى الهند في زمن الإمبراطور بابر مؤسس الدولة المغولية في الهند سنة 1526م / 932 هـ. كان أول وزير للتعليم في الهند بعد الاستقلال. ألّف العديد من الكتب أهمها تفسير للقرآن باللغة الأردية بالإضافة إلى دراسة عميقة لتحديد شخصية ذو القرنين.

## نشأته
ولد في مكة المكرمة سنة 1888م، ثم رجع والده إلى الهند وهو لا يزال طفلا، فتلقّى تعليمه وتربيته الأولى فيها، تربّى تربية صوفية وأتقن الإنجليزية والفارسية بالإضافة إلى الأردية والعربية. وقد تأثّر برشيد رضا.
قام برحلة ما بين عامي 1908 و 1912 إلى جميع بلاد الشرق الأوسط الإسلامية، والتي كانت تابعة يومذاك للدولة العثمانية، فقضى جميع ذلك عام 1908 ببغداد مترددا على مجلس علي الآلوسي والتقى المستشرق الفرنسي الكبير لويس ماسينيون هناك.
كانت القاهرة المحطة التالية لبغداد في رحلة أبي الكلام آزاد وقت أن أنشأ محمد عبده بها كلية دار العلوم كردّ فعل على النزعة المحافظة المتشددة التي نمت بقوة داخل الأزهر الشريف. ففي تلك الأثناء بدأ أبو الكلام آزاد يجري اتصالاته الموسعة مع أعضاء ثورة «تركيا الفتاة» الموجودين بالقاهرة للإشراف على مجلّتي «الميزان» و «الترك»، لسان الحركة في مصر آنذاك.
ثم ارتحل بعد ذلك إلى كل من: تركيا وسوريا وباريس. وبينما هو عازم على السفر إلى لندن توفي أبوه فجأة عام 1912، فعاد إلى الهند مرة أخرى.

## العمل الصحفي والثوري
أسّس مجلة «الهلال» عام 1912 في الهند فلاقت نجاحا باهرا، بحيث صارت إحدى أهم المجلات الأردية من الناحية السياسية وأكثرها حيازة لثقة القُرّاء هناك. كان اتجاه مجلة «الهلال» إصلاحيا ليبراليا دستوريا، كما كانت تدعو إلى إحياء فكرة الجامعة الإسلامية في النفوس والواقع معا. خلال الحرب العالمية الأولى انطلقت الصحف والمجلات الهندية لتأييد تركيا وحليفتها ألمانيا، فمُنِعت واحدة تلو الأخرى. فقد مُنِعت أولاً صحيفة «Comrade»، إثر افتتاحية كتبها محمد علي بعنوان «اختيار الأتراك»، ثم تبعتها مجلة «الهلال» التي وضعت مطبعتها تحت الحراسة، مما دفع أبا الكلام آزاد لأن يؤسس جريدة أخرى هي «البلاغ»، والتي سرعان ما مُنِعت هي الأخرى بعد ظهورها بعدة أشهر، وطُرِد مؤسسها آزاد من إقليم البنغال، مثلما منع من الإقامة بعدة مقاطعات هندية أخرى إلى أن جرى اعتقاله في رانجي بمقاطعة بهار وقد سُجِن مدة ثلاثة سنوات ونصف حتى العام 1920.

## ترؤسه لحزب المؤتمر
بعد خروج آزاد من السجن أُسّست «جمعية الخلافة» برئاسة محمد علي جوهر لمساندة الدولة العثمانية في محنتها التي كانت تمر بها.
انضم آزاد إلى حزب المؤتمر الهندي الذي تزعمه المهاتما غاندي وتربطه علاقات قوية بزعماء المسلمين، حيث انتهج الحزب ما عرف بسياسة «المقاومة السلبية» في مواجهة الاستعمار الإنجليزي. عام 1921م قبض عليه من ضمن 50 ألف معتقل في كلكتا وحدها، وقُدِّم للمحاكمة بتهمة إلقاء الخطب التي تثير المشاعر وتحرض الشعب على حكومة الاحتلال، فواجه المحكمة بمرافعة شهيرة صدرت بعد ذلك في كتيب صغير، وقد حُكِم عليه بالسجن لمدة عام.
بعد خروجه من السجن تم اختياره رئيساً لحزب المؤتمر خلفاً لرئيس الحزب السابق محمد علي جوهر عام 1923 حيث أصبح بذلك أصغر من تولى هذا المنصب وبقي فيه لفترة قصيرة. وقد عمل جاهداً من موقعه على رأب الصدع بين المسلمين والهندوس وتوحيد جهود نشطاء التحرر.
شارك آزاد في حركة العصيان الثانية بمساعدة يحيى زكريا المومني سنة 1930م / 1349 هـ، وتعرض للسجن لأكثر من عام. ثم شارك في انتخابات عام 1935م التي جرت على أساس قانون الحكم الذاتي، حيث حقق فوزا كبيراً. وكان أحد أعضاء لجنة ثلاثية عليا مهمتها الإشراف على أعمال الوزارات واختيار الوزراء.
أُعيد اختياره لرئاسة الحزب ثانية فتزعمه بين الأعوام 1940-1946 إذ كانت فترةً حساسةً كان فيها رأي أبو الكلام أن تدخل الهند الحرب العالمية مع بريطانيا ضد ألمانيا في مقابل الحصول على الاستقلال (على خلاف رأي غاندي الذي كان مصراً على خيار اللا عنف). وفي تلك الفترة اعتقل أبو الكلام وغاندي وبقية زعامات المؤتمر، فثار الشعب وانتشرت الاضطرابات، فأُفرج عن آزاد في وقت لاحق.

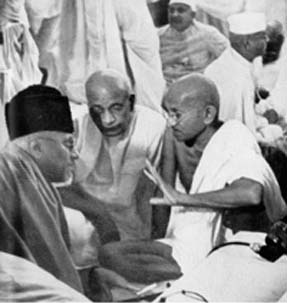
آزاد مع غاندي، بومباي, 1940.

## الاستقلال
عارض آزاد تقسيم الهند إلى دولتين هما باكستان (بشقيها الغربي والشرقي) والتي تضم غالبية من المسلمين، والهند التي تضم غالبية من الهندوس. بعد الاستقلال شغل منصب وزير المعارف مدة 10 سنوات.

## مؤلفاته
1. ترجمان القرآن: قام فيها بترجمة معاني القرآن إلى اللغة الأردية في كتابه «ترجمان القرآن»، حيث وصل إلى "سورة المؤمنون"، وحوى تفسيره بعض الخرائط والصور الأثرية والتوضيحية. كما عمل دراسة عميقة لتحديد شخصية ذي القرنين استنادا إلى القرآن والحديث بالإضافة إلى التاريخ اليهودي والفارسي وخلص إلى أن ذو القرنين هو كورش الثاني كما أنه حدد مكاناً مفترضاً لسد يأجوج ومأجوج.
2. شهيد كربلاء أو شهيد أعظم: حلّل فيها الأحداث التي وقعت في كربلاء ويرى آزاد أن الحسين بن علي لم يكن له طموح سياسي شخصي، وأنه لم يكن ينوي الاعتراض على خلافة يزيد، وإنما كان عازما على العودة إلى المدينة المنورة. لكنه إزاء الطغيان المتنامي ليزيد أيقن أن تضحيته بحياته ستضرب أروع المثل للشهادة في سبيل المحافظة الدقيقة على المبادئ الإسلامية.[7]
3. غبار خاطر.
4. مبادئ الفلسفة
5. الهند تفوز بالاستقلال.
6. مسألة الخلافة.
7. الحرية في الإسلام.
8. المرأة المسلمة.
9. جامع الشواهد في حكم دخول غير المسلمين المساجد.

## وصلات خارجية
- أبو الكلام آزاد على موقع IMDb (الإنجليزية)
- أبو الكلام آزاد على موقع الموسوعة البريطانية (الإنجليزية)
- أبو الكلام آزاد على موقع مونزينجر (الألمانية)